# في منتصف الليل
في منتصف الليل مع كريس هاردويك (بالإنجليزية: midnight with Chris Hardwick@) برنامج حوار ومسابقات كوميدي أمريكي، يقدمه الممثل والكوميدي كريس هاردويك، يعُرض على قناة كوميدي سنترال، منذ 21 أكتوبر، 2013. عرض موسمه الثاني في 6 يناير، 2014. في 7 يوليو، 2015، جدد البرنامج لموسم آخر. رشح لجوائز الإيمي برايم تايم في 2014. وفاز بجائزة إيمي في 2015.

## وصلات خارجية
- الموقع الرسمي
- في منتصف الليل على موقع IMDb (الإنجليزية)
- في منتصف الليل على موقع روتن توميتوز (الإنجليزية)
- في منتصف الليل على موقع كينوبويسك (الروسية)
- في منتصف الليل على موقع قاعدة بيانات الفيلم (الإنجليزية)